# Топузов Олег Михайлович
Топузов Оле́г Миха́йлович (25 вересня 1964, селище Тисмениця Івано-Франківської області)  — директор Інституту педагогіки НАПН України (з лютого 2013 року), доктор педагогічних наук (2008), професор (2008), віце-президент (березень 2017 р.), Заслужений діяч науки і техніки України, академік Національної академії педагогічних наук України (2019 р.).

## Навчання
Закінчив у 1987 р. Київський державний педагогічний інститут ім. О. М. Горького за спеціальністю вчитель географії та біології.
В 1994 р. захистив кандидатську дисертацію «Коригуючі факультативи в основній школі». В 2008 р. — докторська дисертація «Методичні основи проблемного навчання географії в загальноосвітніх навчальних закладах».

## Робота
Свою трудову діяльність О.Топузов розпочав в 1991 р. молодшим науковим співробітником лабораторії теорії навчання і передового педагогічного досвіду Інституту педагогіки. Потім два роки (з 1994 по 1996 роки) працював науковим співробітником. В 1997 році очолив лабораторію методики географії Інституту.
Після навчання в докторантурі Інституту педагогіки АПН України в 2008 році був призначений на посаду заступника директора з наукової роботи Інституту.
21 жовтня 2016 р. Олега Михайловича на Загальних зборах НАПН України обрано членом-кореспондентом Національної академії педагогічних наук України.

## Наука
Наукові інтереси О.Топузова полягають у дослідженні проблеми науково-методичного забезпечення шкільного курсу економічної і соціальної географії світу. Крім цього, він займався обґрунтуванням дидактичних основ навчання географії в основній та профільній школі.
Автор більш як 250 наукових праць (в тому числі у співавторстві)..
Зокрема:
- підручники для 7, 9 та 10-го класів «Географія материків і океанів», «Географія», «Економічна і соціальна географія світу»;[6]
- навчальні програми з географії для загальноосвітніх навчальних закладів,
- наукові праці з теорії та методики навчання географії в загальноосвітніх та вищих навчальних закладах («Загальна методика навчання географії», «Методика навчання географії у 6 класі»),
- електронний посібник для вчителів з економічної і соціальної географії світу.

## Нагороди
Нагороджений нагрудними знаками Міністерства освіти і науки України «Відмінник освіти України» (2004), «За наукові досягнення» (2011), відзнакою НАН України «За підготовку наукової зміни», медаллю НАПН України «Ушинський К. Д.».